# Triglochinura ancilla
Triglochinura ancilla is een hooiwagen uit de familie Gonyleptidae.